# Naut Aran
Naut Aran település Spanyolországban, Lleida tartományban. Naut Aran Alt Àneu, Espot, Vall de Boí, Vilaller, Vielha e Mijaran, Canejan, Sentein, Bonac-Irazein és Les Bordes-sur-Lez községekkel határos. Lakosainak száma 1899 fő (2024).

## Népesség
A település népessége az utóbbi években az alábbiak szerint változott:
| Lakosok száma | 1400 | 1169 | 904  | 1111 | 2068 | 1713 | 1729 | 1782 | 1803 | 1899 |
|               | 1787 | 1900 | 1940 | 1960 | 1986 | 2005 | 2010 | 2014 | 2019 | 2024 |